# ملكة جمال مصر
ملكة جمال مصر (بالإنجليزية: Miss Egypt) هي مسابقة ملكة جمال وطنية تقام بمصر، حيث تؤهل مندوبين إلى مسابقات الجمال الدولية، وأول مسابقة لملكة جمال مصر أقيمت في عام 1929، ومنذ عام 2017 تقام مسابقتان سنويًا؛ ملكة جمال الكون في مصر برئاسة وإشراف هدى عبود وملكة جمال مصر «بنت مصر» برئاسة وإشراف آمال رزق.

## تاريخها
السنوات الأولى: عُقدت أول مسابقة للجمال في مصر عام 1927 في كازينو سان ستيفانو وقد حصلت يولاند كسار على لقب أجمل فتاة في مصر حيث أن مصطلح ملكة جمال مصر لم يكن مستخدماً بسبب وجود ملكة فعلية آنذاك.
أما في عام 1934 فازت شارلوت واصف بالمسابقة ثم توجت كملكة جمال للكون في بروكسيل عام 1935.
الفائزة الوحيدة التي جمعت بين لقبي ملكة جمال مصر وملكة جمال العالم هي أنتيجون كوستان وقد حصلت على الأول عام 1953 والثاني عام 1954.
وفي عام 1954 حصلت على لقب ملكة جمال مصر يولاندا كريستينا جيجليوتي والتي عُرفت فيما بعد من خلال مسيرتها في السنيما والغناء باسم داليدا.
وانطلاقاً من عام 1986 أصبحت المسابقة برعاية بانتين (منتج العناية بالشعر)، وكان معظم الفائزات يتمتعن بمسيرة مميزة في عالم الفن والتليفزيون كما اتجهت البعض إلى التمثيل وعروض الأزياء مثل مارينا بابايليا وداليدا.
توقف المسابقة (2012-2013):
حيث تم الغاء المسابقة في دورتي (2012-2013) بسبب الصراعات الثورية (ثورة 25 يناير) بسبب عدم توافر الدعم الكافي من رجال الأعمال لتمويل المسابقة وتنظيمها.
2014-2015: وكالة عروض الأزياء (فيس تو فيس):
عادت مسابقة ملكة جمال مصر عام 2014 بعد عامين كاملين من الغياب، منظمة بواسطة وكالة عروض الأزياء (فيس تو فيس) تحت رعاية وزارة السياحة المصرية وهيئة السياحة في مصر.
حيث في 27 أغسطس 2014 أقيمت أول تجارب الأداء في فندق الجزيرة وقد شارك بها 79 فتاة من جميع أنحاء الدولة.
تمت التصفية على مرحلتين:
في الجولة الأولى: وصل عدد المشاركات إلى 35 فتاة.
في الجولة الثانية (شبة النهائية): وصل عدد المشاركات إلى 20 متسابقة وقد عُقدت بقلعة صلاح الدين.
ثم بدأت تصفيات الجولة النهائية من أجل الفوز بلقب ملكة جمال مصر والتي أٌقيمت في مدينة شرم الشيخ وقد توجت لارا دبانة بلقب ملكة جمال مصر لعام 2014، ومثلت مصر في مسابقة ملكة جمال العالم عام 2014.
وفي العام نفسه حصلت نانسي مجدي على لقب ملكة جمال الأرض.

## شروط التقدم لمسابقة ملكة جمال مصر2020
1-يجب أن يتراوح عمر المتسابقة بين 20-29 عام.
2-ألا يزيد وزنها عن 60 كيلوجرام.
3-ألا يقل طولها عن 163 سم.
4-أن يكون الوزن مناسب مع الطول وفقاً للمعايير الدولية.
5-حاصلة على مؤهل عالي، أو طالبة في الجامعة أو في مدارس دولية.
6-تجيد اللغة الإنجليزية ويفضل لغات أجنبية أخرى.
7-تمتلك موهبة.
8-غير متزوجة ولم يسبق لها الزواج.
9-أن تكون على قدر عالي من الثقافة والذكاء والجمال الطبيعي.
10-لا يسمح بارتداء الشعر الاصطناعي.
11-لا يسمح بارتداء العدسات اللاصقة.
12- الالتزام بمدة المسابقة المحددة.
13- يجب أن تلتزم الفائزة خلال عام بالقيام بالكثير من الأعمال التطوعية والمشاريع الخيرية لصالح مصر.

## جدول بأسماء الحائزات على لقب ملكة جمال مصر

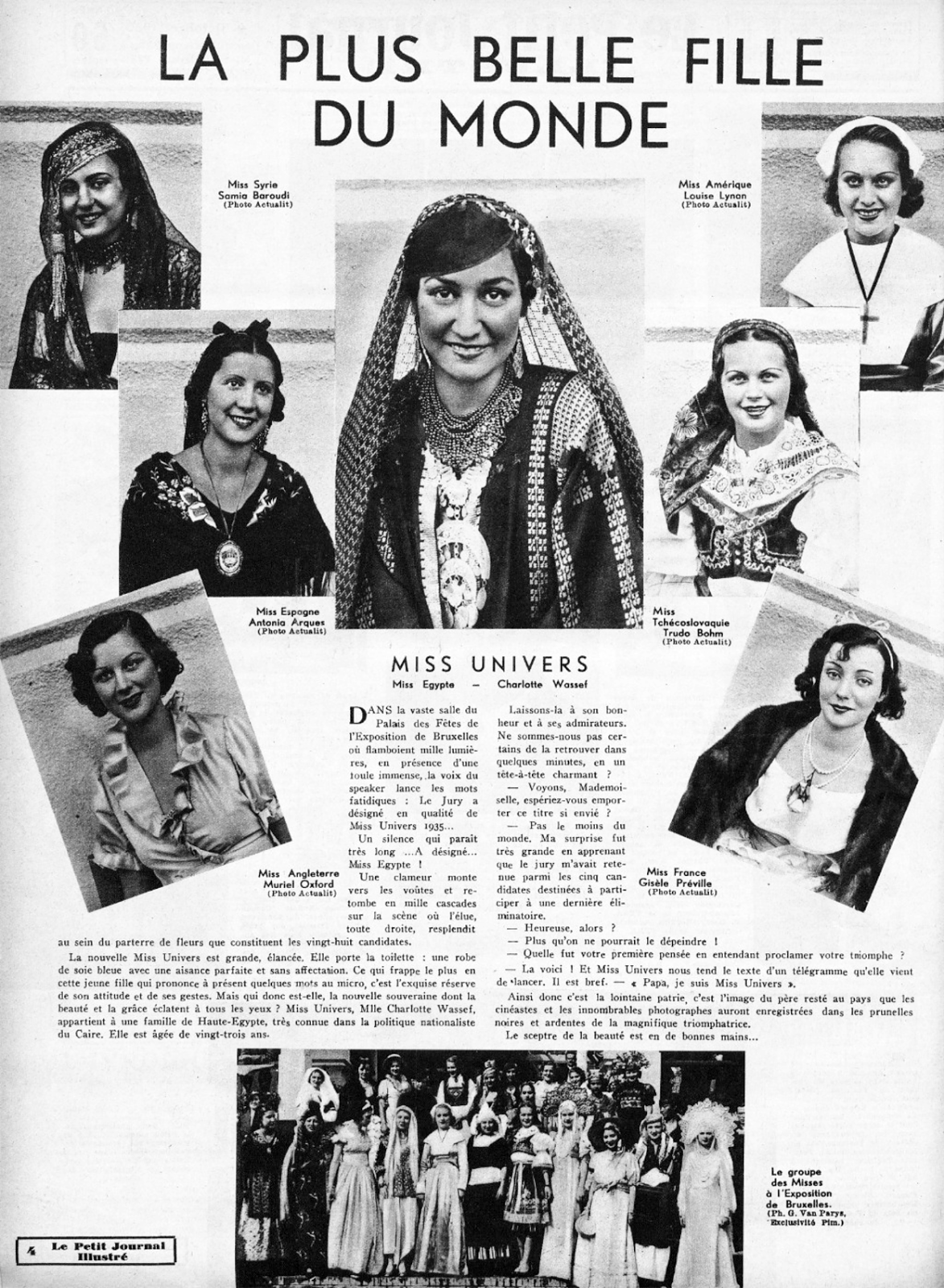
الآنسة شارلوت واصف على إحدى صفحات مجلة لو بيتي جورنال الفرنسية عدد 6 أكتوبر 1935.

| عام  | ملكة جمال مصر             | ملاحظات                    |
| ---- | ------------------------- | -------------------------- |
| 1927 | يولاندا قسار              |                            |
| 1934 | شارلوت واصف               | ملكة جمال الكون لعام 1935  |
| 1953 | أنتيجون كوستاندا          | ملكة جمال العالم لعام 1954 |
| 1955 | كريمة عبد الله            |                            |
| 1955 | يولاندا جيجليوتي (داليدا) |                            |
| 1956 | نورما دوجو                |                            |
| 1958 | ليلى سعد                  |                            |
| 1965 | أميمة عمارة               |                            |
| 1987 | هدى عبود                  | بإشراف ماري فرانس          |
| 1988 | أمينة سامي شلباية         |                            |
| 1989 | سالي عطا                  |                            |
| 1990 | داليا البحيري             |                            |
| 1992 | سامية محمد                |                            |
| 1993 | لمياء نوشي                |                            |
| 1994 | غادة السالم               |                            |
| 1995 | نادية عز                  |                            |
| 1996 | هديل أبو النجا            |                            |
| 1997 | أمل شوقي سليمان           |                            |
| 1997 | إيمان عبد الثاقب          |                            |
| 1998 | كارين فهمي                | بإشراف يوسف صباحي          |
| 1999 | انجي عبدالله              |                            |
| 2001 | سارة شاهين                |                            |
| 2003 | حورية فرغلي               | تنازلت عنها                |
| 2004 | هبة أحمد السيسي           |                            |
| 2005 | مريم جورج                 |                            |
| 2006 | فوزية محمد                |                            |
| 2007 | إحسان حاتم الكرداني       |                            |
| 2008 | يارا نعوم                 |                            |
| 2009 | إلهام وجدي                |                            |
| 2010 | دنيا حامد                 |                            |
| 2014 | لارا دبانة                |                            |
| 2015 | ملك حسن                   |                            |
| 2016 | كيرا الصباح               |                            |
| 2017 | فرح صدقي                  | بإشراف هدى عبود            |
| 2018 | ناريمان خالد              |                            |
| 2019 | آلاء عاطف                 |                            |
| 2020 | نسمة عطالله               |                            |
| 2021 | نادين الجيار              |                            |
| 2022 | هاجر محمد                 |                            |
| 2023 | سلمى الجابري              |                            |
| 2024 | سلمى علي                  |                            |

## مندوبات المسابقات الأربعة الكبرى
المشاركات المذكور اسمائهن مثلن مصر في المسابقات الأربعة الكبرى لجمال المرأة على مستوى العالم وهم (مسابقة ملكة جمال العالم، ملكة جمال الكون، ملكة جمال الأرض وملكة جمال الأمم):

### 1-ملكة جمال الكون
أصبح لمنظمة ملكة جمال مصر حق الترشح في مسابقة ملكة جمال الكون ابتداءً من عام 2017:
- أُعلنت كفائزة
- حصلت على المركز الثانى
- تأهلت للجولة النهائية أو شبه النهائية

بدأت منظمة ملكة جمال مصر في إرسال الفائزة إلى مسابقة ملكة جمال الكون منذ عام 1987.
ومنذ عام 2017، حصلت مسابقة ملكة جمال مصر على علامة تجارية جديدة وأرسلت الفائزة القومية لمسابقة ملكة جمال الكون تحت إدارة هدى عبود (ملكة جمال مصر لعام 1986 وكانت قد حصلت على اللقب بعد عدة أعوام من تعطيل المسابقة).
- ملاحظة: لم تشارك مصر في المنافسة في عام 1991، 1993، 2012، 2013، 2015، 2016 ومن 2020 إلى 2022.

| العام | ملكة جمال مصر (المرشحة لجائزة ملكة جمال الكون) | المحافظة     | التصنيف | جوائز خاصة |
| 1987  | هدى عبود                                       | الإسكندرية   | لا يوجد | |
| 1988  | أمينة سامي شلباية                              | الإسكندرية   | لا يوجد | |
| 1989  | سالي عطا                                       | القاهرة      | لا يوجد | |
| 1990  | داليا البحيري                                  | الغربية      | لا يوجد | |
| 1992  | لمياء نوشي                                     | القاهرة      | لا يوجد | |
| 1994  | غادة السالم                                    | القاهرة      | لا يوجد | |
| 1995  | نادية عز                                       | القاهرة      | لا يوجد | |
| 1996  | هديل أبو النجا                                 | القاهرة      | لا يوجد | |
| 1997  | إيمان عبد الثاقب                               | الإسكندرية   | لا يوجد | |
| 1998  | كارين فهمي                                     | القاهرة      | لا يوجد | |
| 1999  | إنجي عبد الله                                  | الإسكندرية   | لا يوجد | |
| 2000  | رنيا السيد                                     | القاهرة      | لا يوجد | |
| 2001  | سارة شاهين                                     | القاهرة      | لا يوجد | |
| 2002  | سالي شاهين                                     | القاهرة      | لا يوجد | |
| 2003  | نور السمري                                     | القاهرة      | لا يوجد | |
| 2004  | هبة احمد السيسي                                | الدقهلية     | لا يوجد | افضل زي (10 الأوائل) |
| 2005  | مريم جورج                                      | القاهرة      | لا يوجد | |
| 2006  | فوزية محمد                                     | القاهرة      | لا يوجد | |
| 2007  | إحسان حاتم الكرداني                            | الإسكندرية   | لا يوجد | |
| 2008  | يارا نعوم                                      | القاهرة      | لا يوجد | |
| 2009  | إلهام وجدي                                     | القاهرة      | لا يوجد | |
| 2010  | دنيا حامد                                      | القاهرة      | لا يوجد | |
| 2011  | سارة الخولي                                    | القاهرة      | لا يوجد | |
| 2014  | لارا دبانة                                     | القاهرة      | لا يوجد | |
| 2017  | فرح صدقي                                       | القاهرة      | لا يوجد | ملكة اللطف |
| 2018  | ناريمان خالد                                   | الغردقة      | لا يوجد | |
| 2019  | ديانا حامد                                     | البحر الأحمر | لا يوجد | |
| 2023  | مهرة طنطاوي                                    | القاهرة      | لا يوجد | |
| 2024  | لوجينا صلاح                                    | الإسكندرية   | أفضل 30 | أول متسابقة في مسابقة ملكة جمال الكون تعاني من البهاق وأول أم تفوز باللقب، وأول متسابقة مصرية تصل لأفضل 30 ملكة جمال في مسابقات ملكة جمال الكون (نصف النهائي). |

### 2-ملكة جمال العالم
ألغيت مسابقة ملكة جمال العالم 2020 نتيجة لوباء كوفيد 19 العالمي، وفي عام 2022 لم تقم كذلك نتيجة تأجيل إقامة مسابقة عام 2021 للعام التالي نتيجة لنفس السبب الأول، ولم تشارك مصر في مسابقة عام 2019 أو 2021 (التي أقيمت في عام 2022).
- أُعلنت كفائزة
- حصلت على المركز الثانى
- تأهلت للجولة النهائية أو شبه النهائية

| عام  | ملكة جمال مصر (المرشحة لجائزة ملكة جمال العالم) | المحافظة   | جوائز خاصة | التصنيف                     |
| 1953 | مارينا بابايليا                                 | الإسكندرية |            | حازت على المركز الثانى 1953 |
| 1954 | أنتيجون كوستان                                  | الإسكندرية |            | ملكة جمال العالم 1954       |
| 1955 | غلاديس هويني                                    |            |            | لا يوجد                     |
| 1956 | نورما دوغو                                      | القاهرة    |            | لا يوجد                     |
| 1987 | هبة خالف                                        | الاسكندرية |            | لا يوجد                     |
| 1988 | دينا النجار                                     | القاهرة    |            | لا يوجد                     |
| 1990 | داليا البحيري                                   | الغربية    |            | لا يوجد                     |
| 1997 | آمال شوقي سليمان                                | القاهرة    |            | لا يوجد                     |
| 2004 | هبة أحمد السيسي                                 | الدقهلية   |            | لا يوجد                     |
| 2008 | سناء إسماعيل حامد                               | القاهرة    |            | لا يوجد                     |
| 2009 | سماح عادل شلبي                                  | القاهرة    |            | لا يوجد                     |
| 2010 | سارة الخولي                                     | القاهرة    |            | لا يوجد                     |
| 2011 | دنيا حامد                                       | القاهرة    |            | لا يوجد                     |
| 2014 | أمينة أشرف                                      | القاهرة    |            | لا يوجد                     |
| 2016 | نادين أسامة السيد                               | القاهرة    |            | لا يوجد                     |
| 2017 | فرح شعبان                                       | القاهرة    |            | لا يوجد                     |
| 2018 | موني هلال                                       | القاهرة    |            | لا يوجد                     |

### 3-ملكة جمال الأمم
لم تشارك مصر في مسابقة ملكة جمال الأمم من 2019 إلى 2023، مع الأخذ في الاعتبار ألغاء مسابقتي عام 2020 و2021 نتيجة لوباء كوفيد 19.
- أُعلنت كفائزة
- حصلت على المركز الثانى
- تأهلت للجولة النهائية أو شبه النهائية

| العام | (ملكة جمال مصر (المرشحة لجائزة ملكة جمال الأمم | المحافظة   | التصنيف | جوائز خاصة |
| 1999  | إنجي عبد الله                                  | الإسكندرية | لا يوجد |            |
| 2000  | هاجر الطاهر                                    | القاهرة    | لا يوجد |            |
| 2004  | دينا أبيل                                      | القاهرة    | لا يوجد |            |
| 2006  | إلهام وجدي                                     | القاهرة    | لا يوجد |            |
| 2007  | مادونا خالد أديب                               | القاهرة    | لا يوجد |            |
| 2014  | بريهان فطين                                    | القاهرة    | لا يوجد |            |
| 2018  | فرح صدقي                                       | القاهرة    | لا يوجد |            |

### 4-ملكة جمال الأرض
لم تظهر مصر ضمن المتسابقات في مسابقات ملكة جمال الأرض بعد عام 2018، مع الأخذ في الاعتبار عدم تأثير وباء كوفيد 19 على تنظيم هذه المسابقة، حيث أقيمت في الولايات المتحدة الأمريكية في نوفمبر 2020 وفي جمهورية بليز في نوفمبر من العام التالي.
- أُعلنت كفائزة
- حصلت على المركز الثانى
- تأهلت للجولة النهائية أو شبه النهائية

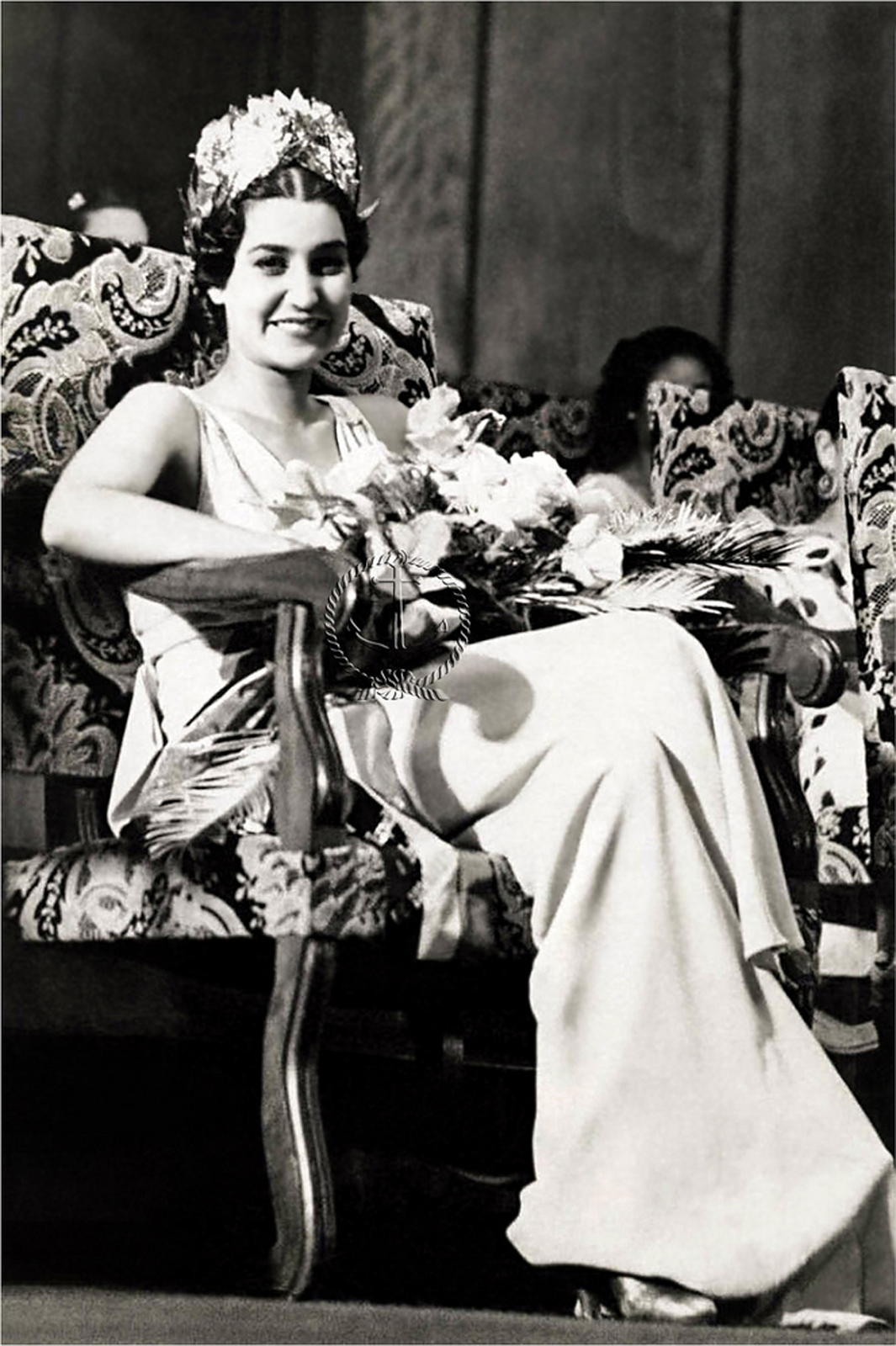
المصرية السكندرية شارلوت واصف في بروكسل بعد تتويجها ملكة جمال الكون لعام 1935

| العام | ملكة جمال مصر (مرشحة لجائزة ملكة جمال الأرض) | المحافظة   | التصنيف               | جوائز خاصة   |
| 2002  | أينس جوهر                                    | القاهرة    | لا يوجد               |              |
| 2004  | أروى يحيى جودا                               | الإسكندرية | ضمن الستة عشر الأوائل |              |
| 2005  | إلهام وجدي                                   | القاهرة    | لا يوجد               |              |
| 2006  | مريم جورج                                    | القاهرة    | ضمن الثمانية الأوائل  |              |
| 2010  | دعاء حكم المل                                | القاهرة    | لا يوجد               |              |
| 2014  | نانسي مجدي                                   | القاهرة    | ضمن الستة عشر الأوائل | أفضل زي وطني |
| 2015  | إيماج أحمد حسن                               | القاهرة    | لا يوجد               | رجل ثلج      |
| 2018  | لمياء فتحى                                   | القاهرة    | لا يوجد               |              |

## تاريخ مسابقة ملكة جمال مصر
أقيمت أول مسابقة ملكة جمال مصر عام 1927. فازت شارلوت واصف بالمسابقة عام 1934. وتوجت أيضًا بلقب ملكة جمال الكون عام 1935 في بروكسل ، وكانت الفائزة الوحيدة بملكة جمال مصر التي حملت لقب ملكة جمال العالم أيضاً هي أنتيجون كوستاندا فحملت لقب ملكة جمال مصر 1953 وملكة جمال العالم 1954 معاً. ملكة جمال مصر 1954 كانت إيولاندا جيجليوتي، التي عُرفت فيما بعد باسم داليدا بسبب مسيرتها الغنائية والسينمائية.
منذ عام 1986، تم رعاية المسابقة من قبل شركة العناية بالشعر Pantene. وجد العديد من الفائزين وظائف بارزة في التلفزيون. كما قدمت عارضات وممثلات مثل مارينا بابيليا ويولاندا جيجليوتي (داليدا).

## تعليق المسابقة
عُلِّقت المسابقة من عام 2012 وحتى عام 2013 بسبب الصراعات الثورية في البلاد.

## عودة المسابقة بعام 2014
حيث في عام 2014، عادت ملكة جمال مصر بعد عامين من الغياب، نظمتها منظمة ملكة جمال مصر بالتعاون مع Face to face (وكالة عرض أزياء)، دعونا نعتني بالكوكب (د. آمال رزق)، وزارة السياحة المصرية، وهيئة السياحة المصرية في 27 أغسطس 2014، أقيمت الاختبارات الأولى في فندق سوفيتيل الجزيرة، بمشاركة 79 فتاة من جميع أنحاء البلاد، وشارك في الإقصاء على جولتين مع 35 فتاة تم اختيارهن في الجولة الأولى و 20 متسابقة نهائية للدخول إلى نصف النهائي. - نهائيات (الجولة الثانية) التي أقيمت بقلعة صلاح الدين، ثم شاركوا في تصفيات الدور النهائي على لقب ملكة جمال مصر 2014. وأقيم الحفل بشرم الشيخ في 27 سبتمبر 2014. توجت لارا دبانة بلقب ملكة جمال مصر 2014، وأمينة أشرف ملكة جمال مصر العالمية 2014 ونانسي مجدي ملكة جمال مصر للأرض 2014.

## ملكة جمال مصر «بنت مصر»
ملكة جمال مصر بنت مصر هي مسابقة ملكة جمال وطنية مرموقة، حيث إنها مسابقة سنوية تهدف إلى تتويج ملكة مصرية جميلة وفكرية من خلال تنظيم مسابقة ملكة وطنية واختيارها بعد سلسلة من المقابلات والأنشطة والدورات التدريبية والفعاليات.
بعد التتويج، تقوم الملكة (بنت مصر) بالكثير من الأعمال الخيرية وتقوم بمشاريع لصالح مصر.
جاءت الفكرة بعد أن وجدنا أنه بعد انتهاء طلائع الجمال الوطنيين الآخرين وبعد أن مثلت الملكة بلدها، تظل غير نشطة حتى المسابقة التالية، ولا تأتي أي فوائد لمصر، لذلك قررنا أن الفائز لن يمثلها البلد في السنة الأولى، وبدلاً من ذلك ستعمل في مشاريع لمصر.
بدأت بنت مصر في عام 2018 ونظمتها شركة EcoSpire.

## وصلات خارجية
- الموقع الرسمي
- ملكة جمال العالم عام 1954 المصرية "أنتيجون كوستاندا" . على يوتيوب